# Chanum Wielijewa
Chanum Elszad-Kyzy Wielijewa (ros. Ханум Эльшад-Кызы Велиева; ur. 10 kwietnia 1999) – rosyjska zapaśniczka walcząca w stylu wolnym. Olimpijka z Tokio 2020, gdzie zajęła ósme miejsce w kategorii 68 kg.
Brązowa medalistka mistrzostw świata w 2021. Mistrzyni Europy w 2020; druga w 2021. Brązowa medalistka igrzysk wojskowych w 2019. Trzecia w indywidualnym Pucharze Świata w 2020 roku.
Trzecia na MŚ U-23 w 2018. Druga na ME U-23 w 2018 i 2019; trzecia w 2017. Mistrzyni świata juniorów w 2017 i 2018; trzecia w 2019. Mistrzyni Europy juniorów w 2017 i 2018; trzecia w 2016. Mistrzyni świata kadetów w 2014 i 2016; Europy w 2014 roku.
Mistrzyni Rosji w 2017, 2019, 2020, 2021 i 2022; trzecia w 2018 roku.